# Рувензорский батис
Рувензорский батис (лат. Batis diops) — вид воробьиных птиц из семейства сережкоглазок. Подвидов не выделяют.

## Распространение
Эндемики тропических лесов рифта Альбертин. Обитают на территории Демократической Республики Конго, Уганды, Руанды и Бурунди. Держатся на высотах 1340—3300 м.

## Описание
Небольшие птицы, окрашенные в чёрно-бело-серой гамме. Длина тела 11—12 см, вес 8—15,5 г.
Верхняя сторона тела самца в основном тёмно-серая, горло белое. Клюв и ноги чёрные.
Самка отличается от самца только красной или оранжевой радужной оболочкой.

## Биология
Самец кормит насиживающую и ухаживающую за выводком самку. Гнездо не описано.